# Masahiro Sukigara
Masahiro Sukigara (jap. 鋤柄 昌宏 Sukigara Masahiro; ur. 2 kwietnia 1966) – japoński piłkarz.

## Kariera klubowa
Od 1989 do 1997 roku występował w klubach Verdy Kawasaki, Urawa Red Diamonds i Fukushima FC.

## Kariera reprezentacyjna
W 1988 roku został powołany do kadry na Puchar Azji.